# Maria Grander
Maria Grander (* 29. November 1953 in Großrupprechts) ist eine österreichische Politikerin (ÖVP) sowie Diplom Gesundheits- und Krankenschwester. Grander war von 1999 bis 2002 Mitglied des Bundesrates und von 2002 bis 2008 Abgeordnete zum Österreichischen Nationalrat.

## Ausbildung und Beruf
Grander besuchte von 1968 bis 1969 die Haushaltungsschule in Horn, von 1972 bis 1975 die Krankenpflegeschule in Horn und absolvierte anschließend die Krankenpflegeakademie in Mödling. Sie war in den Krankenhäusern von Zwettl-Niederösterreich und Hall in Tirol als Krankenschwester tätig und von 1990 bis 2003 Pflegedirektorin im Bezirkskrankenhaus Hall in Tirol.

## Politische Ämter
Ihre politische Laufbahn begann Grander 1992 im Gemeinderat von Wattens, der sie 1997 zur Vizebürgermeisterin wählte. Seit 1996 ist sie stv. ÖVP-Bezirksparteiobfrau im Bezirk Innsbruck-Land, von 1991 bis 2001 war sie dort auch stv. ÖAAB-Bezirksobfrau. Von 1999 bis 2002 war Grander Mitglied des Bundesrates, zwischen dem 20. Dezember 2002 und dem 27. Oktober 2008 vertrat sie die ÖVP als Abgeordnete zum Nationalrat. Sie war unter anderem Obfraustellvertreterin im parlamentarischen Gleichbehandlungsausschuss. Grader verlor ihr Nationalratsmandat auf Grund der starken Verluste der ÖVP bei der Nationalratswahl 2008.

## Auszeichnungen
- 2008: Großes Goldenes Ehrenzeichen für Verdienste um die Republik Österreich[1]